# Isimila
Isimila ist eine archäologische Fundstätte im Zentrum von Tansania, 22,5 Kilometer südwestlich von Iringa, unweit der Straße zwischen Iringa und Makambako. 1957/58 legte der US-amerikanische Paläontologe Francis Clark Howell dort zahlreiches Steingerät aus dem Acheuléen frei, darunter einige ungewöhnlich große Faustkeile. Diese Faustkeile sind so groß und so schwer, dass sie für Routinearbeiten kaum geeignet erscheinen; dies hat Ian Tattersall zufolge für Spekulationen gesorgt, sie seien für Zeremonien genutzt oder als Spielerei („in a playful spirit“) hergestellt worden. Für die Funde wurde 1972 mit Hilfe der Uran-Thorium-Datierung ein Mindestalter von 170.000 Jahren und ein wahrscheinliches Alter von mehr als 260.000 Jahren rekonstruiert.
Isimila und die dort in sehr großer Anzahl an der Oberfläche und im Erdreich befindlichen Faustkeile und andere Cleaver wurden erstmals 1951 ausführlich wissenschaftlich beschrieben, Daraufhin besuchte Howell 1954 den Ort im Verlauf eines Postdoc-Stipendiums der Wenner-Gren Foundation for Anthropological Research und berichtete 1955 ebenfalls über das Vorkommen zahlreicher Steinwerkzeuge, vergleichbar den Funden von Olorgesailie in Kenia. Diese Publikationen bewirkten, dass die Fundstelle im Februar 1957 von der Regierung zum Kulturdenkmal erklärt und geschützt wurde. Zugleich erhielt Howell von der Regierung Tanganyikas die Erlaubnis, erstmals Grabungen in Isimila durchzuführen, die von Juli bis November 1957 und im Juli und August 1958 stattfanden und überwiegend von der National Science Foundation finanziert wurden.
Heute gelten die rund 18 Meter dicken Schichten von Isimila als eine der reichhaltigsten Lagerstätten von Steinwerkzeugen in Afrika. Deren Bedeutung für die Paläoanthropologie beruht zudem darauf, dass sie aus der Epoche des frühen anatomisch modernen Menschen (Homo sapiens) stammt. Aufgrund der Bodenerosion ist es bislang jedoch nicht gelungen, zu rekonstruieren, warum dort tausende Werkzeuge hergestellt und liegen gelassen wurden; daran änderten auch geologische Studien nichts, die – erstmals seit Howell – im Sommer 1969 und Anfang der 1970er-Jahre durchgeführt wurden.
In jüngerer Zeit koordinierte die University of Brighton das Isimila stone age project, unter anderem mit dem Ziel, die Stratigraphie des Geländes genauer zu erforschen; zudem entwickelte sich Isimila zu einem touristischen Ausflugsziel.

## Belege
1. ↑  F. Clark Howell: Isimila: A Paleolithic Site in Africa. In: Scientific American. Band 205, Nr. 4, 1961, S. 118–129, doi:10.1038/scientificamerican1061-118
2. ↑  Ian Tattersall: Masters of the Planet. The Search for Our Human Origins. Palgrave Macmillan, New York 2012, S. 128, ISBN 978-0-230-10875-2.
3. ↑  F. Clark Howell et al.: Uranium-series Dating of Bone from the Isimila Prehistoric Site, Tanzania. In: Nature. Band 237, 1972, S. 51–52, doi:10.1038/237051a0
4. ↑  Clarence van Riet Lowe: A New African Acheul Stage IV Site in Tanganyika. In: South African Archaeolocial Bulletin. Band 6, Nr. 24, 1951, S. 94–98, doi:10.2307/3886803
5. ↑  F. Clark Howell: A Preliminary Note on a Prehistoric Donga (Maclennan's Donga) in Central Tanganyika. In: South African Archaeolocial Bulletin. Band 10, Nr. 38, 1955, S. 43–52, doi:10.2307/3887057
6. ↑  F. Clark Howell, Glen H. Cole und Maxine R. Kleindienst: Isimila: an Acheulian occupation site in the Iringa Highlands, Southern Highlands Province, Tanganyika. In: G. Mortelmans und J. Nenquin (Hrsg.): Actes du IV. Congrès Panafricain de Préhistoire et de L'Etude du Quaternaire. 1962, S. 43–82, Volltext (PDF) (Memento vom 12. Oktober 2018 im Internet Archive).
7. ↑   Drone Mapping of Isimila, Tanzania: The Implications for Future Research into Mid-Pleistocene Homo Behavior- Auf: paleoanthro.org, zuletzt abgerufen am 18. März 2022.
8. ↑  Carl L. Hansen und Charles M. Keller: Environment and Activity Patterning at Isimila Korongo, Iringa District, Tanzania: A Preliminary Report. In: American Anthropologist. Band 73, 1971, S. 1201–1211, doi:10.1525/aa.1971.73.5.02a00190, Volltext (PDF)
9. ↑   Glen H. Cole und Maxine R. Kleindienst: Futher Reflections on the Isimila Acheulian. In: Quaternary Research. Band 4, Nr. 3, 1974, S. 346–355, doi:10.1016/0033-5894(74)90021-0
10. ↑  The Isimila stone age project. Auf: brighton.ac.uk, zuletzt abgerufen am 18. März 2022.
11. ↑  Isimila Stone Age Site: Historic Site in Iringa. Auf: lonelyplanet.com, eingesehen am 12. Oktober 2018

Koordinaten: 7° 53′ 48″ S, 35° 36′ 12″ O